# Ulmeritoides
Ulmeritoides är ett släkte av dagsländor. Ulmeritoides ingår i familjen starrdagsländor.
Kladogram enligt Catalogue of Life:
| Ulmeritoides | \| \| Ulmeritoides acosa \| \| \| \| \| \| Ulmeritoides chavarriae \| \| \| \| \| \| Ulmeritoides guanacaste \| \| \| \| \| \| Ulmeritoides tifferae \| \| \| \| |
|              | \| \| Ulmeritoides acosa \| \| \| \| \| \| Ulmeritoides chavarriae \| \| \| \| \| \| Ulmeritoides guanacaste \| \| \| \| \| \| Ulmeritoides tifferae \| \| \| \| |
|              | Ulmeritoides acosa |
|              | |
|              | Ulmeritoides chavarriae |
|              | |
|              | Ulmeritoides guanacaste |
|              | |
|              | Ulmeritoides tifferae |
|              | |